# Chiang Peng-lung
Dans ce nom taïwanais, le nom de famille, Chiang, précède le nom personnel Peng-lung.
Chiang Peng-lung (chinois simplifié : 蒋澎龙 ; chinois traditionnel : 蔣澎龍 ; pinyin : Jiǎng Pénglóng) est un joueur de tennis de table de Taïwan, né le 24 juillet 1976 à Penghu. Vainqueur des internationaux de France 2000 en simple comme en double, ce joueur est une valeur sûre du tennis de table mondial. Capable d'utiliser une technique complète, il peut rivaliser avec les meilleurs. 
De 1997 à 2009, il a remporté 3 titres en simple (Doha 2000, Toulouse 2000 et une étape du Pro-tour) et 6 victoires en double notamment avec son compatriote Chuan Chih-yuan. il évolue actuellement à l'AS Pontoise-Cergy TT.